# August Hirt
August Hirt (1898. április 29. – 1945. június 2.) az SS századosa, illetve orvos volt, aki a dachaui koncentrációs táborban szolgált, és embereken kísérletezett. Összesen 86 embert gyilkolt meg orvosi kutatásai során.

## Élete
Hirt 1943-ban kezdte meg tevékenységét. Kezdetben ő állította elő gázkamrák működéséhez szükséges anyagokat, mint a cianid sót. Később azonban embertelen ötlete támadt. Javasolta, hogy minden legyőzött nép egy-egy képviselőjét öljék meg és preparálják. Valóságos kis múzeumot álmodott meg magának. Számos áldozat, alany fejét tartogatta formalinban a laborjában. Hirt állítólag imádta a koponyákat nézegetni, és kész gyűjteményt látott a rabokban.
A szövetségesek bevonulása után Hirt nem akart hosszú évekig börtönben ülni vagy kötél általi halált. Ezért 1945 júniusában Schönenbachban öngyilkosságot követett el.